# San Jose (Tarlac)
San Jose é um município de  terceira classe de renda municipal (d) na província Tarlac, nas Filipinas. De acordo com o censo de 1 de maio  de  2020 possui uma população de 41 182 pessoas e 9 665 domicílios.